# Ronald Fintushel
Ronald Alan Fintushel (1946) é um matemático estadunidense.
Fintushel estudou matemática na Universidade Columbia, obtendo o bacharelado em 1967, com um mestrado na Universidade de Illinois em 1969 e um doutorado em 1975 na State University of New York, orientado por Louis McAuley, com a tese Orbit maps of local {\displaystyle S^{1}}-actions on manifolds of dimension less than five.
Foi palestrante convidado do Congresso Internacional de Matemáticos em Berlim (1998 - Construction of smooth 4-manifolds com Ronald John Stern).

## Obras
- com Stern: Constructing lens spaces by surgery on knots, Mathematische Zeitschrift, Band 175, 1980, p. 33–51
- com Stern: An exotic free involution of {\displaystyle S^{4}}, Annals of Mathematics, Band 113, 1981, p. 357–365
- com Stern: Pseudofree orbifolds, Annals of Mathematics, Band 122, 1985, p. 335–364
- com Stern: Instanton homology of Seifert fibred homology three spheres, Proceedings of the London Mathematical Society, Band 61, 1990, p. 109–137
- com Stern: Immersed spheres in 4-manifolds and the immersed Thom conjecture, Turkish Journal of Mathematics, Band 19, 1995, p. 145–157
- com Stern: Donaldson invariants of 4-manifolds with simple type, J. Diff. Geom., Band 42, 1995, p. 577–633
- com Stern: The blowup formula for Donaldson invariants, Annals of Mathematics, Band  143, 1996, p. 529–546
- com Stern: Rational blowdowns of smooth 4-manifolds, Journal of Differential Geometry, Band 46, 1997, p. 181–235
- com Stern: Surfaces in 4-manifolds, Math. Res. Letters, Band 4, 1997, p. 907–914
- com Stern: Knots, links, and 4-manifolds, Inventiones mathematicae, Band 134, 1998, p. 363–400, Arxiv
- com Stern: Constructions of smooth 4-manifolds. Proceedings of the International Congress of Mathematicians, Vol. II (Berlin, 1998). Doc. Math. 1998, Extra Vol. II, 443–452
- com Stern: Symplectic surfaces in a fixed homology class, J. Diff. Geom., Band 52, 2000, p. 203–222
- com Stern: Families of simply connected 4-manifolds with the same Seiberg-Witten invariants, Topology, Band 43, 2004, p. 1449–1467
- com Stern: Invariants for Lagrangian tori, Geom. Topol., Band 8, 2004, S., 947-968 *mit Stern: Tori in symplectic 4-manifolds, Geometry and Topology Monographs, Band 7, 2004, Proceedings of the Casson Fest, p. 311–333
- com Stern, B. D. Park: Reverse engineering small 4-manifolds, Algebraic & Geometric Topology, Band 7, 2007, p. 2103–2116
- com Stern: Six Lectures on Four 4-manifolds, Low dimensional topology, IAS/Park City Math. Ser. 15, Amer. Math. Soc., Providence, RI, 2009, p. 265–315